# کانگ شوادی
کانگ شوادی (انگلیسی: Cong Xuedi؛ زادهٔ ۱۳ مهٔ ۱۹۶۳) ورزشکار بسکتبال اهل چین است.
وی در مسابقات کشوری و بین‌المللی در مجموع برندهٔ ۱ مدال طلا، ۱ مدال نقره، ۱ مدال برنز شده‌است.